# Enhydrosoma hopkinsi
Enhydrosoma hopkinsi är en kräftdjursart som beskrevs av Lang 1965. Enhydrosoma hopkinsi ingår i släktet Enhydrosoma och familjen Cletodidae. Inga underarter finns listade i Catalogue of Life.